# Кристиан фон Хесен-Дармщат
Кристиан фон Хесен-Дармщат (на немски: Christian von Hessen-Darmstadt; * 25 ноември 1763 в Буксвайлер; † 17 април 1830 в Дармщат) е ландграф на Хесен-Дармщат и нидерландски генерал.
Той е най-малкият син на ландграф Лудвиг IX фон Хесен-Дармщат (1719 – 1790) и първата му съпруга Хенриета Каролина (1721 – 1774), най-възрастната дъщеря на херцог и пфалцграф Кристиан III фон Цвайбрюкен и Биркенфелд и Каролина фон Насау-Саарбрюкен. Брат е на велик херцог Лудвиг I (1753 – 1820). Сестра му Фредерика Луиза фон Хесен-Дармщат (1751 – 1805) е кралица на Прусия, съпруга на крал Фридрих Вилхелм II.
Той следва в Страсбург и започва военна кариера в Съединените провинции Нидерландия. Като генерал-лейтенант той се бие от 1793 до 1794 г. за Вилхелм V фон Орания-Насау против французите и през април 1794 г. е тежко ранен. През 1795 г. той емигрира в Англия. След това се бие на австрийска служба против французите. От 1799 г. той живее в Дармщат.
Ландграф Кристиан е масон и гросмайстер. Той умира на 17 април 1830 г. на 66 години в Дармщат и е погребан в старите гробища.